# 停車場 (イギリス)
停車場（ていしゃじょう、イギリス英語: Halt or Request stop、アメリカ英語: Flag stop）は、日本の鉄道については省令を根拠とし、駅を含む広い概念であるが、国際的には、この表現を用いる場合は、おもに鉄道の駅の中で小規模ないし簡易なものを指す。「停車場」と訳される概念のひとつで、イギリス連邦やアイルランド共和国における鉄道用語であるホールト (halt) は、通常は無人駅であるか駅員がいてもごく少数であり、施設もほとんどないような、小規模な駅を意味する。場合によっては、プラットホームにいる旅客が乗車の意思を示すか、列車の乗客が乗務員に降車の申し出がなければ通過する、リクエスト・ストップの扱いになっていることもある。

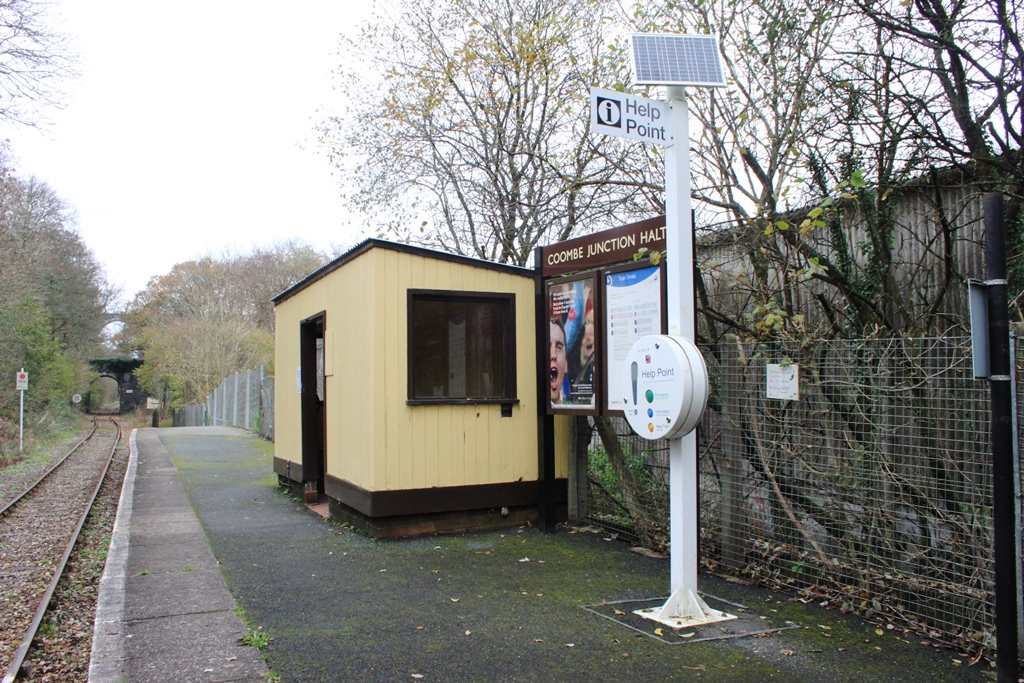
クーム・ジャンクション・ホールト駅

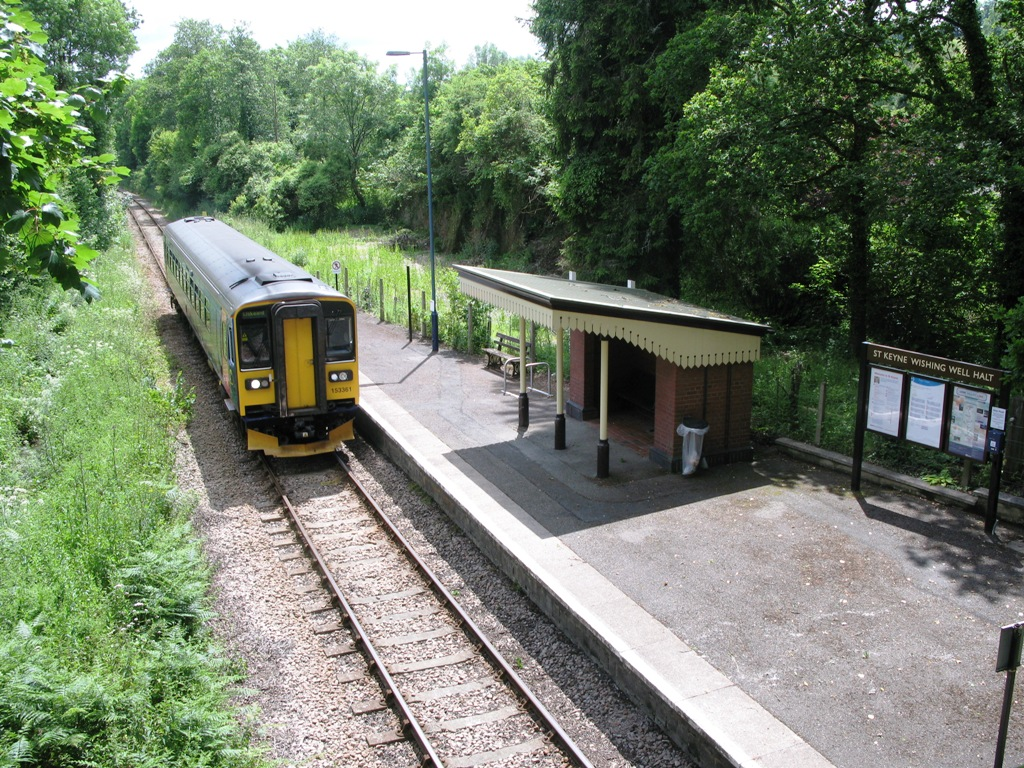
セント・キーン・ウィッシング・ウェル・ホールト駅

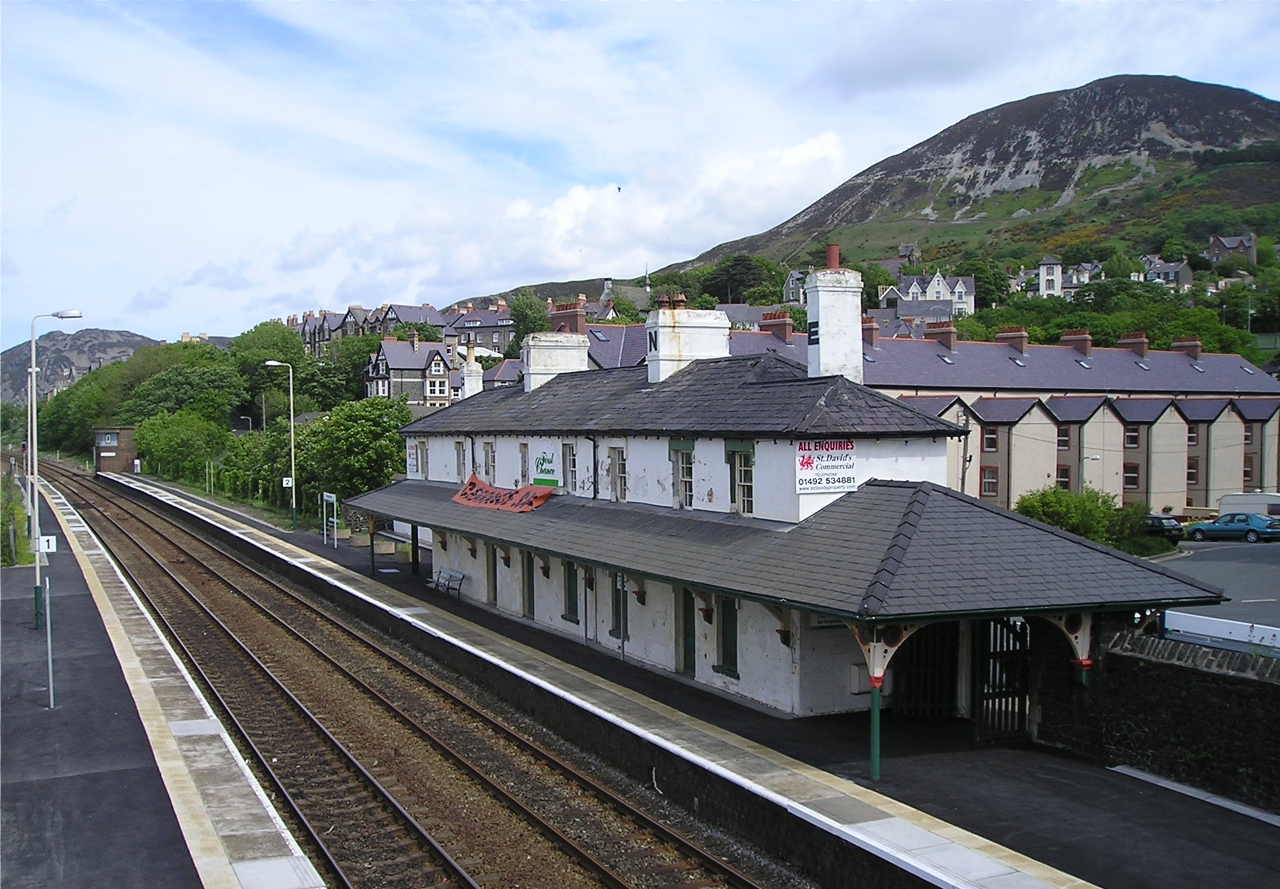
ペンマインマウア駅

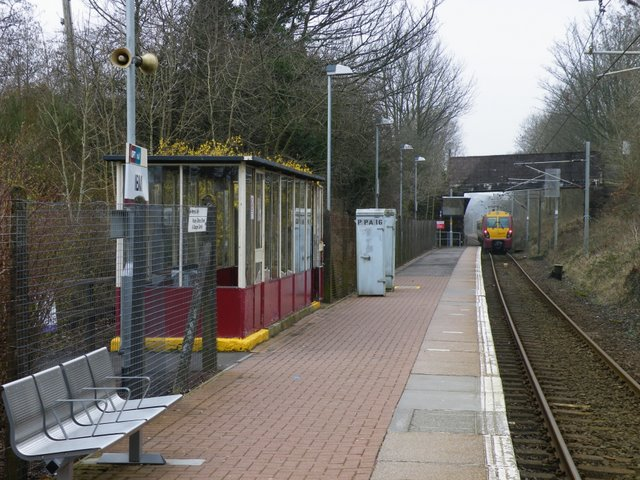
IBM鉄道駅（スコットランド）

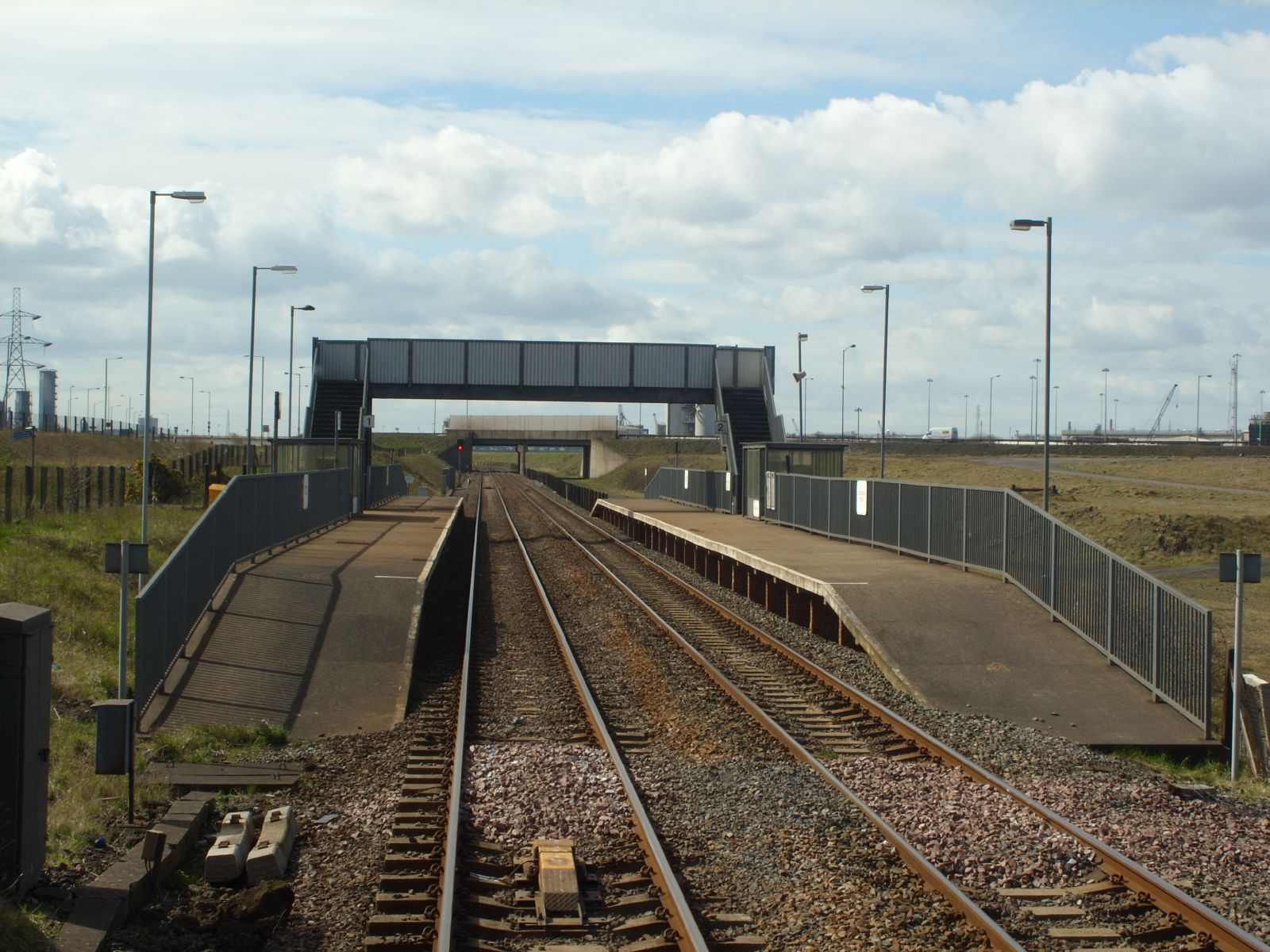
レドカー・ブリティッシュ・スチール駅

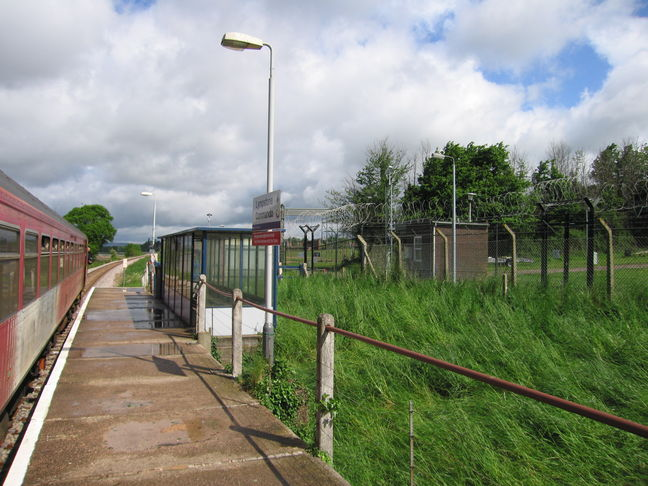
リンプストーン・コマンドー駅

## イギリスにおけるホールト
イギリスでは、全国規模の鉄道網でかつて使われていたホールトという言葉は、今ではほとんどの駅名から取り除かれた。かつては「halte」という綴り字が用いられていたが、その後「halt」が一般的になった。今でも「halt」を駅名に残し、その駅名で広告され、一般の旅客が利用できるナショナル・レールの駅は、クーム・ジャンクション・ホールト駅とセント・キーン・ウィッシング・ウェル・ホールト駅の2か所しか残っていない。イギリスの鉄道では、例えばノース・ウェールズのペンマインマウア駅のように、乗客が乗務員に予め申し出なければ降車できない駅、また、駅から乗車するためには列車が近づいてきた際に運転手にはっきりと見えるように手でサインを送らなければならない駅が数多くある。また、景勝地の近傍に設けられ、もっぱら夏季に営業していた、かつてのキンメル・ベイ・ホールト駅のように、特定の季節にしか営業しない駅もあった。
他方、ブリテン諸島全域に散在する民間鉄道、保存鉄道では、数多くのホールトが残されており、その名で運用されている。また、ナショナル・レールの鉄道網にある駅でも、例えばコッツウォルド線の「オックスフォードシャー・ホールツ (Oxfordshire Halts)」と総称される各駅のように、運行本数が限られ、乗降客も少ない駅のことを、非公式にホールトと呼ぶことがある。ホールトという呼称は、口語的な用法として、旅客の扱いはあるが、一般客には公開されていない駅、例えば、かつて一般客が利用できなかったグリーノック近傍のIBM鉄道駅やレドカー・ブリティッシュ・スチール駅のように、関連する工場などの関係者しか利用できない駅や、リンプストーン・コマンドー駅のような軍事基地、鉄道の車両基地などを指すこともある。このように一般旅客が利用できない「プライベート/専用 (private)」停車場で、名称に「ホールト」が入っているものが全国規模の鉄道網に残されている例は、ウィンブルドンのダーンスフォード・ロード (Durnsford Road) にあるスタッフ・ホールト（Staff Halt：「乗務員停車場」の意）とバタシー・ピア・サイディングス・スタッフ・ホールト (Battersea Pier Sidings Staff Halt) だけのようであり、いずれも鉄道関係者専用で、一般旅客は利用することができない。

### 沿革
イギリスのグレート・ウェスタン鉄道 (GWR) がホールト (halte) を開設し始めたのは1903年10月12日からで、1905年以降は、フランス語風だった綴り字が英語らしい「halt」に改められた。GWRが設けたこうした停車場は、最も基本的な客車1-2台分の短いプラットホームしかなく、中にはプラットホームがないところもあり、乗降には踏み台が必要であった。この種の停車場には駅員はおらず、乗車券は車内で販売された。1904年9月1日、GWRは停車場の中で比較的大きいものについてホールトという呼称をやめて、プラットホーム (platform) に置き換えた。そのような変更の対象となったのは、長めのプラットホームをもち、上級ポーターの駅員がいて乗車券の販売も実施し、小包の取り扱いや牛乳の委託販売をすることもあった。
1903年から1947年にかけて、GWR は 379か所のホールトを設置し、さらに1921年鉄道法に基づく1923年の事業再編によって統合された別会社から 40か所を継承した。ホールトが開設された最盛期は第一次世界大戦以前（145か所が開設された）と1928年から1939年にかけての時期（198か所）であった)。イギリス国鉄 (BR) の時代となってからも、旧GWRの路線には、さらに10か所のホールトが設けられた。GWR は「プラットホーム」停車場も34か所開設した。

## イギリス以外
イギリス連邦諸国では、今も「ホールト」という言葉を用いている。
アメリカ合衆国では、同様の小さな駅を、伝統的にフラッグ・ストップ (flag stop) と称している。
ドイツでは、ホールトと同じ系統の言葉である「ハルテプンクト (Haltepunkt)」（「プンクト」は「点」の意）があり、「Hp」と略記される。
アイルランド共和国では、小規模な駅の一部に「ホールト」の名称が残っており、アイルランド語の「stad」（複数形は「stadanna」）がこれに相当する。
オーストラリアのビクトリア州では、レールモーターと呼ばれる小さな車両が鉄道上で旅客を乗降させるための場所としてレイルモーター停車場 (rail motor stopping place, RMSP) が設けられている。このような場所は、線路脇にただ目印の看板があるだけということもよくあり、道路からのアクセスが便利なところにある。旅客は、運転手に叫んで呼びかけ、乗務している警備員 (guard) ないし車掌から乗車券を買う。